# Mathétique
 (octobre 2015).
Si vous disposez d'ouvrages ou d'articles de référence ou si vous connaissez des sites web de qualité traitant du thème abordé ici, merci de compléter l'article en donnant les références utiles à sa vérifiabilité et en les liant à la section « Notes et références ».
La mathétique désigne la science de l'apprentissage.

## Étymologie
Ce terme est apparu au XVIIe siècle et semble revendiqué par plusieurs auteurs. Issu du mot grec « manthanein » (du verbe μανθάνω) qui signifie « apprendre », le vocable aurait été inventé par Comenius (1592-1670) dans son ouvrage posthume Spicilegium didacticum, publié en 1680, qui est un véritable traité méthodologique de l’éducation. Pour Comenius, la didactique représentait la science de l’enseignement, et la mathétique était son antonyme, c’est-à-dire la science de l'apprentissage.

## Le modèle Gilbert
Le terme de mathétique fut repris par Thomas Franklyn Gilbert en 1961. Gilbert, ancien étudiant de BF Skinner lors de son post-doctorat à Harvard, fut connu pour son travail sur la technologie de la performance humaine (Human Performance Technology (HPT)). Il a appliqué sa compréhension de la psychologie du comportement pour améliorer la performance au travail. Gilbert identifia six variables dont il pensait qu'elles étaient nécessaires pour améliorer la performance humaine :
- les informations, les ressources et les incitations : qui sont des facteurs environnementaux pour lesquels le management est responsable,
- les connaissances, les capacités et la motivation : qui sont des facteurs inhérents à la conduite individuelle[2].

En 1961, il fut à l’origine de la conception d’un système d'enseignement, appelé mathetics, et montra que l’enseignement pouvait être abordé comme une science. Souvent considéré comme le « père de la performance des technologies », il fonda en 1967 la Société Praxis, consacrée à l'amélioration des performances humaines.

## Le modèle Papert
La pensée mathétique de Seymour Papert est une pensée logico-intuitive qui peut inclure les activités de la vie courante telles que : apprendre à se déplacer dans son environnement ; résoudre des problèmes de manière astucieuse ; utiliser son intuition ; réfléchir et analyser ses actions. Pour Papert (1989), les principes de mathétiques sont un ensemble de notions qui éclairent et facilitent le processus d’apprentissage, dont deux des principes sont très importants lorsque l’on est confronté à un nouvel apprentissage, à savoir la nécessité de trouver un rapport avec quelque chose de connu et de devoir s’emparer du nouvel élément et de se l’approprier.
Ces deux principes sont une traduction des principes d’assimilation et d’accommodation de Jean Piaget. Lors de ce processus en deux étapes, le nouvel élément appris peut entrer en contradiction avec des connaissances antérieures, et il y a alors un conflit. (ibid. Papert)